# 에릭 아도
에릭 파포에 아도(영어: Eric Pappoe Addo, 1978년 11월 12일 ~ )는 가나의 전 프로 축구 선수로, 센터백으로 활약했다. 은퇴 후, 아도는 PSV에서 코치로 일했다.
일찍이 그의 힘과 페이스, 그리고 포즈의 조합 덕분에 아프리카의 위대한 선수가 될 것으로 기대되었던, 수비형 미드필로도 활약할 수 있는 전투적인 센터백인 아도는 무릎 부상으로 인해 그의 어린 경력에 타격을 입었다.

## 구단 경력

### 클뤼프 브뤼허
가나의 수도 아크라에서 태어난, 아도는 1996년 클뤼프 브뤼허에서 그의 유럽 경력을 밝게 시작했고 얀 브레이덜 스타디온에서 3시즌에 걸쳐 65경기에 출전하여 5골을 넣었다. 브뤼허에서, 그는 1군 선수권 대회에서 1위를 차지하고 그들이 벨기에 프로 리그에서 우승하도록 도운 후, 유럽 무대에서 잠재적인 슈퍼스타로 여겨졌다. 그는 같은 시즌에 벨기에 언론인과 가나 언론인에 의해 1997-98년 올해의 젊은 벨기에 축구 선수로 선정되었다. 그는 또한 벨기에 리그에서 최고의 아프리카 선수 (또는 아프리카에 뿌리를 둔 선수)로 벨기에 에보니 슈 상을 수상했다. 심사위원은 리그 클럽의 감독, 벨기에 국가대표팀 감독, 스포츠 기자 및 명예 심사위원으로 구성되었다.

### PSV 에인트호번
1999년 여름 PSV 에인트호번에 입단하여 5년 계약을 맺었지만, 첫 3년의 대부분을 부상 혹은 교체 선수로 보냈다.
그는 이 기간 동안 24번만 뛰었고, 2년 동안 로다 JC에서 임대 생활을 하다가 2006년 PSV가 에레디비시 타이틀을 유지하면서 마침내 정규 선수가 되었다. "저는 이제 로다에서 제가 할 수 있는 것을 보여주기를 희망하고 있습니다"라고 네덜란드 잡지인 《풋볼 인터내셔널》에 말했다. "제가 PSV로 옮겼을 때 많은 압박이 있었고 분명히 부상을 입었을 때 그것은 최악이었습니다. 그들은 저를 위해 많은 돈을 지불했습니다. 저는 여전히 제가 할 수 있는 것을 지지자들에게 보여줄 필요가 있고 로다로의 이적은 저를 위한 해결책입니다."
안필드에서 열린 2006-07년 UEFA 챔피언스리그 8강 2차전 리버풀과의 원정 경기가 PSV의 마지막 경기였다. PSV는 안방에서 3-0으로 패한 뒤 2004-05년 UEFA 챔피언스리그 우승팀에 합계 4-0으로 패했다.
2007년 4월 29일, 아도는 2006-07년 시즌 PSV 소속으로 5번째 에레디비시 챔피언십 우승을 거두었는데, 피테서와의 홈경기에서 5-1 승리를 거두었다. 경기 전 PSV와 아약스, AZ 알크마르는 승점 72점으로 동률을 이루었다. PSV의 로날트 쿠만 감독은 알레스 호드리구 지아스 다 코스타와 아도를 수비의 중심에 세워놓고 결정전에 선발로 내세웠다.

## 국가대표팀 경력
아도는 1998년 FIFA 월드컵에서 그의 입양된 나라인 벨기에를 대표할 기회가 주어졌지만, 대신 그의 조국을 위해 경기하는 것을 선택했다. 그러나, 1998년 아프리카 네이션스컵에서 경기한 후, 그는 국제적인 황야에서 6년을 보냈다.
가나는 2006년 FIFA 월드컵 본선에 가나 국가대표팀으로 출전해 브라질과의 2차전을 포함해 4경기에 모두 출전했다. 가나가 마지막으로 출전한 경기는 2008년 3월 26일, 영국 런던에서 열린 멕시코와의 국제 친선 경기였다.

## 코치 경력
은퇴하고 UEFA 코치 자격증을 취득한 후, 아도는 PSV에 의해 U-21 팀의 보조 코치로 임명되었다.

## 사생활
그의 동생인 랜스퍼드 또한 전 프로 축구 선수이다.